# Nazionale maschile di calcio della Mauritania
La nazionale di calcio della Mauritania è la rappresentativa calcistica della Mauritania ed è posta sotto l'egida della Fédération de Football de la Républic Islamique de Mauritanie (fondata nel 1961). Dal 1964 è affiliata alla FIFA.
Non si è mai qualificata per il campionato mondiale. Si è qualificata a tre edizioni della Coppa d'Africa (2019, 2021, 2023), ottenendo come miglior risultato gli ottavi di finale nell'edizione del 2023.
Nella graduatoria FIFA in vigore da agosto 1993 il miglior posizionamento raggiunto dalla Mauritania è l'85º posto del dicembre 1995, mentre il peggiore è il 206º posto del novembre 2012. Occupa il 105º posto della graduatoria.

## Storia
Con l'indipendenza della Mauritania nel 1960, sulla base del referendum del 1958, nel 1961 fu fondata la federcalcio locale. La nazionale della Mauritania esordì ai Giochi dell'Amicizia dell'aprile 1963, in Senegal. Il primo avversario fu il Congo-Léopoldville, che l'11 aprile 1963 sconfisse per 6-0 la Mauritania. La squadra subì poi tre altre sconfitte, il 13, il 15 e il 17 aprile, rispettivamente contro Costa d'Avorio, Tunisia e Rep. del Congo.
Nel 1964 la federcalcio mauritana si affiliò alla FIFA. Inattiva dal 1964 al 1966, la nazionale locale pareggiò per 1-1 contro la Tanzania nel 1967. Nel 1968 la federcalcio mauritana si affiliò alla CAF, ma non partecipò alle qualificazioni al campionato del mondo fino al 1978.
Nel 1980 la nazionale mauritana ottenne la prima vittoria in partite ufficiali, sconfiggendo per 2-1 il Mali nel gruppo di qualificazione alla Coppa d'Africa 1982.
La selezione mauritana tagliò per la prima volta il traguardo della qualificazione alla fase finale della Coppa d'Africa in occasione dell'edizione del 2019; nella fase finale del torneo la squadra fu in seguito eliminata dopo aver ottenuto due pareggi e subito una sconfitta. Una nuova qualificazione alla fase finale della massima manifestazione continentale africana, la seconda consecutiva, venne raggiunta nell'edizione 2021. Anche in questo caso la squadra uscì al primo turno a causa di tre sconfitte in tre partite, senza segnare..
Conquista un nuovo traguardo nel 2023 giocando nel campionato delle nazioni africane raggiungendo per la prima volta nella storia del torneo i quarti di finale, merito la vittoria per 1-0 ai danni del Mali (la sua prima vittoria nel campionato africano) ma una volta raggiunta la fase a eliminazione diretta la Mauritania perde contro il Senegal che si impone per 1-0.
Nel 2024 conquista per la prima volta l'accesso agli ottavi di finale del campionato continentale. Nel proprio girone affronta Burkina Faso, Angola e Algeria: dopo aver perso contro le prime due per 1-0 e 3-2, riesce a sorpresa a battere l'Algeria, conseguendo la sua prima vittoria nella storia della Coppa d'Africa, e accede tra le migliori terze agli ottavi di finale, dove perde però per 1-0 contro il Capo Verde.

## Colori e simboli

### Divise storiche
| \| Coppa d'Africa 2021 \| Coppa d'Africa 2021 \| Coppa d'Africa 2021 \| Coppa d'Africa 2021 \| \| ------------------- \| ------------------- \| ------------------- \| ------------------- \| \| Casa \| Trasferta \| \| \| \| \| \| \| \| \| AB Sport \| \| \| \| | |
| Coppa d'Africa 2021 | |
| Casa | Trasferta |
| Manica sinistra · Manica sinistra · Maglietta · Maglietta · Manica destra · Manica destra · Pantaloncini · Pantaloncini · Calzettoni · Calzettoni | Manica sinistra · Manica sinistra · Maglietta · Maglietta · Manica destra · Manica destra · Pantaloncini · Pantaloncini · Calzettoni · Calzettoni |
| AB Sport | |

## Partecipazioni ai tornei internazionali
Legenda: Grassetto: Risultato migliore, Corsivo: Mancate partecipazioni

| Coppa araba - 1963 - Non partecipante - 1964 - Non partecipante - 1966 - Non partecipante - 1982 - Annullata - 1985 - Non partecipante - 1988 - Non partecipante - 1992 - Non partecipante - 1998 - Primo turno - 2002 - Primo turno - 2009 - Annullata - 2012 - Primo turno - 2021 - Primo turno | Coppa Amilcar Cabral - 1979 - Primo turno - 1980 - Terzo posto - 1981 - Primo turno - 1982 - Primo turno - 1983 - Quarto posto - 1984 - Primo turno - 1985 - Primo turno - 1986 - Primo turno - 1987 - Primo turno - 1988 - Primo turno - 1989 - Primo turno - 1991 - Non partecipante - 1993 - Primo turno - 1995 - Secondo posto - 1997 - Primo turno - 2000 - Primo turno - 2001 - Primo turno - 2005 - Non partecipante - 2007 - Ritirata | Coppa WAFU - 2002 - Cancellata - 2010 - Non partecipante - 2011 - Non partecipante - 2013 - Non partecipante - 2017 - Primo turno - 2019 - Quarti di finale |

## Rosa attuale
Lista dei convocati per la Coppa d'Africa 2023.
| N. | Pos. | Giocatore            | Data nascita (età)          | Pres. | Reti | Squadra            |
| -- | ---- | -------------------- | --------------------------- | ----- | ---- | ------------------ |
| 1  | P    | Namori Diaw          | 30 dicembre 1994 (29 anni)  | 24    | 0    | Tevragh-Zeïna      |
| 2  | D    | Khadim Diaw          | 7 luglio 1998 (25 anni)     | 7     | 0    | Al-Hilal Omdurman  |
| 3  | D    | Aly Abeid            | 11 dicembre 1997 (26 anni)  | 58    | 3    | UTA Arad           |
| 4  | C    | Omaré Gassama        | 1º ottobre 1995 (28 anni)   | 4     | 0    | Châteauroux        |
| 5  | D    | Lamine Ba            | 24 agosto 1997 (26 anni)    | 7     | 1    | Varaždin           |
| 6  | C    | Guessouma Fofana     | 17 dicembre 1992 (31 anni)  | 19    | 0    | Doxa Katōkopias    |
| 7  | C    | El Hadji Ba          | 5 marzo 1993 (30 anni)      | 4     | 0    | Nouadhibou         |
| 8  | C    | Bodda Mouhsine       | 18 luglio 1997 (26 anni)    | 31    | 1    | Nouadhibou         |
| 9  | A    | Hemeya Tanjy         | 1º maggio 1998 (25 anni)    | 40    | 7    | Al-Ittihad Tripoli |
| 10 | A    | Idrissa Thiam        | 2 settembre 2000 (23 anni)  | 23    | 1    | Al-Mesaimeer       |
| 11 | A    | Souleymane Anne      | 5 dicembre 1997 (26 anni)   | 10    | 1    | Deinze             |
| 12 | C    | Bakari Camara        | 4 gennaio 1994 (30 anni)    | 4     | 0    | Villefranche       |
| 13 | D    | Nouh Mohamed El Abd  | 24 dicembre 2000 (23 anni)  | 10    | 1    | Nouadhibou         |
| 14 | D    | Mohamed Dellahi Yali | 1º novembre 1997 (26 anni)  | 66    | 2    | Al Hudod           |
| 15 | A    | Souleymane Doukara   | 29 settembre 1991 (32 anni) | 8     | 0    | Mağusa Türk Gücü   |
| 16 | P    | Babacar Niasse       | 20 dicembre 1996 (27 anni)  | 14    | 0    | Guingamp           |
| 17 | C    | Abdallahi Mahmoud    | 4 maggio 2000 (23 anni)     | 30    | 1    | Bellinzona         |
| 18 | C    | Sidi Ahmed El Abd    | 5 maggio 2001 (22 anni)     | 0     | 0    | Nouakchott Kings   |
| 19 | A    | Aboubakary Koita     | 20 settembre 1998 (25 anni) | 3     | 0    | Sint-Truiden       |
| 20 | D    | Ibrahima Keita       | 8 novembre 2001 (22 anni)   | 15    | 0    | TP Mazembe         |
| 21 | D    | Hassan Houbeib       | 31 ottobre 1993 (30 anni)   | 19    | 1    | Al-Zawraa          |
| 22 | P    | M'Backé N'Diaye      | 19 dicembre 1994 (29 anni)  | 5     | 0    | Nouakchott Kings   |
| 23 | A    | Sidi Bouna Amar      | 31 dicembre 1998 (25 anni)  | 9     | 0    | Nouadhibou         |
| 24 | D    | Bakary N'Diaye       | 26 novembre 1998 (25 anni)  | 41    | 1    | Al-Quwa Al-Jawiya  |
| 25 | A    | Pape Ibnou Ba        | 5 gennaio 1993 (31 anni)    | 17    | 2    | Concarneau         |
| 26 | C    | Oumar Ngom           | 9 marzo 2004 (19 anni)      | 0     | 0    | Pau                |
| 27 | A    | Aboubakar Kamara     | 7 marzo 1995 (28 anni)      | 19    | 8    | Al-Jazira          |

## Tutte le rose

### Coppa d'Africa
Coppa d'Africa 20191 Souleymane, 2 M. Diaw, 3 Abeid, 4 Abou Demba, 5 Ab. Ba, 6 Camara, 7 Diakité, 8 Guidileye, 9 Tanjy, 10 Ad. Ba, 11 Bessam, 12 A. Diop, 13 Sarr, 14 Yali, 15 N'Diaye, 16 N. Diaw, 17 Anne, 18 Hacen, 19 Coulibaly, 20 Thiam, 21 Diarra, 22 B. Diop, 23 Gaye, CT: Martins
Coppa d'Africa 20211 M. N'Diaye, 2 Karamoko, 3 Abeid, 4 Abou Demba, 5 Ab. Bâ, 6 Camara, 7 I. Thiam, 8 Fofana, 9 Tanjy, 10 Ad. Ba, 11 Camara, 12 A. N'Diaye, 13 Diarra, 14 Dellahi, 15 Abderrahmane, 16 El Mokhtar, 17 Mahmoud, 18 Yacoub, 19 Doukara, 20 A. Thiam, 21 Houbeib, 22 Diop, 23 Soueid, 24 Coulibaly, 25 P. Bâ, 26 Mouhsine, 27 Kamara, 28 Lekoueiry, CT: Da Rosa
Coppa d'Africa 20231 N. Diaw, 2 K. Diaw, 3 Abeid, 4 Gassama, 5 L. Bâ, 6 Fofana, 7 E. Bâ, 8 Mouhsine, 9 Tanjy, 10 Thiam, 11 Anne, 12 Camara, 13 N. El Abd, 14 Dellahi, 15 Doukara, 16 Niasse, 17 Mahmoud, 18 S. El Abd, 19 Koita, 20 Keita, 21 Houbeib, 22 M. N'Diaye, 23 Amar, 24 B. N'Diaye, 25 P. Bâ, 26 Ngom, 27 Kamara, CT: Abdou